# Nueva objetividad

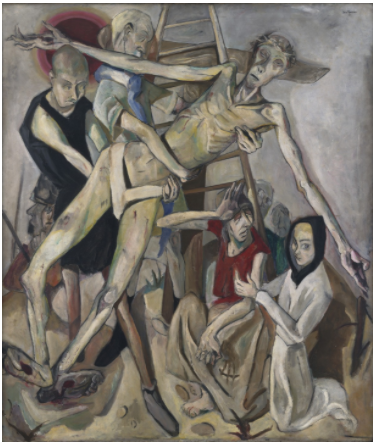
Descendimiento de la cruz (1917), de Max Beckmann, MoMA, Nueva York

La nueva objetividad (en alemán: Neue Sachlichkeit) fue un movimiento artístico surgido en Alemania a comienzos de los años 1910 que rechazaba al expresionismo. El movimiento acabó, esencialmente, en 1933 con la caída de la República de Weimar y la toma del poder por los nazis. El término se aplica a obras de arte pictórico, literatura, música, arquitectura, fotografía o cine.

## Arte pictórico

### Origen del término
Gustav Friedrich Hartlaub, director del Kunsthalle de Mannheim, acuñó el término en 1923 en una carta que envió a colegas describiendo una exposición que estaba planeando. En su posterior artículo «Die neue Sachlichkeit. Deutsche Malerei seit dem Expressionismus» (La nueva objetividad. La pintura alemana desde el expresionismo), Hartlaub explicó:

[…] lo que aquí estamos mostrando se distingue por las características —en sí mismas puramente externas— de la objetividad con que los artistas se expresan ellos mismos.

### Veristas y realistas
Hartlaub identificó dos grupos: los veristas, que «rasgan la forma objetiva del mundo de hechos contemporáneos y representan la experiencia corriente en su tiempo y febril temperatura»; y los realistas mágicos, quienes buscan el «objeto con la habilidad eterna de encarnar las leyes externas de la existencia en la esfera artística».
Aunque la distinción entre veristas y realistas mágicos es de hecho bastante fluida, los veristas pueden ser considerados el ala más revolucionaria de la nueva objetividad, ejemplificada en Otto Dix y George Grosz. Su forma vehemente de realismo distorsiona las apariencias para enfatizar lo feo. Era la realidad que estos artistas deseaban exponer. Su arte era crudo, provocativo y ásperamente satírico. Otros importantes veristas fueron Rudolf Schlichter, Georg Scholz (en sus primeras obras) y Karl Hubbuch. Max Beckmann, quien nunca se consideró a sí mismo parte de ningún movimiento, es un gigante entre los veristas, incluso aunque a veces se llamase a sí mismo un expresionista.
En comparación con los veristas, los realistas mágicos ejemplifican con mayor claridad el «regreso al orden» posterior a la Primera Guerra Mundial que se alzó en las artes por toda Europa, y que encontró su expresión en el neoclasicismo. Los realistas mágicos, incluyendo a Anton Räderscheidt, Christian Schad, Georg Schrimpf, Alexander Kanoldt, y Carl Grossberg fueron un grupo diverso que abarcaba desde el realismo casi fotográfico de Schad al neo-primitivismo de Schrimpf. Los cuadros de Räderscheidt muestran ecos de la pintura metafísica de los italianos Giorgio de Chirico y Carlo Carrà, y la influencia del pintor suizo Félix Vallotton es evidente en el agrio realismo de varios de los pintores de la nueva objetividad, tanto veristas como realistas mágicos. Entre los cultivadores de este realismo mágico estuvo Albert Carel Willink.
Otros pintores que cultivaron en algún momento este estilo fueron Oskar Kokoschka (1886-1980), Ernst Barlach (1870-1938) y Conrad Felixmüller (1897-1977).
Los pintores de la Neue Sachlichkeit se dedicaron sobre todo al género del retrato y autorretrato, con fisonomías simples o tendiendo a la caricatura.

## Definición
El crítico Franz Roh (1925) hizo una lista de las diferencias entre el expresionismo y la nueva objetividad, que él llamaba postexpresionismo:
| Expresionismo                           | Postexpresionismo                      |
| --------------------------------------- | -------------------------------------- |
| Objetos extáticos                       | Objetos simples                        |
| Muchos temas religiosos                 | Pocos temas religiosos                 |
| El objeto reprimido                     | El objeto explicativo                  |
| Rítmico                                 | Representativo                         |
| Excitante                               | Absorbente                             |
| Dinámico                                | Estático                               |
| Ruidoso                                 | Silencioso                             |
| Sumario                                 | Sostenido                              |
| Obvio                                   | Obvio y enigmático...                  |
| Monumental                              | Miniatura                              |
| Cálido                                  | De fresco a frío                       |
| Coloración espesa                       | Fina capa de color                     |
| Rugoso                                  | Suave                                  |
| Como una piedra sin tallar              | Como metal pulido                      |
| Conservado el proceso de elaboración    | Eliminado el proceso de elaboración    |
| Dejando rastros                         | Pura objetivación                      |
| Deformación expresiva de los objetos    | Limpieza armónica de los objetos       |
| Rico en diagonales                      | Rectangular en el marco                |
| A menudo con ángulos agudos             | Paralela                               |
| Trabajando contra los bordes del cuadro | Fijado dentro de los bordes del cuadro |
| Primitivo                               | Civilizado                             |

## Fotografía
El principal representante fue Albert Renger-Patzsch. Entre sus propuestas se encuentra hacer un empleo funcional de la luz, utilizar encuadres diferentes y usar objetivos de diferentes longitudes focales. Werner Graff escribió un libro en 1929 llamado ¡Viene el nuevo fotógrafo! (Es kommt der neue Fotograf!), en el que trata sobre las fotografías de la nueva objetividad. Se creó el movimiento llamado «Nueva Fotografía», que trajo consigo fotografías con un enfoque nítido, con carácter documental frente al arte fotográfico anterior basado en la poética autoconsciente.
En Alemania los principales representantes son Karl Blossfeldt, Walter Peterhans, Helmar Lerski y August Sander. En la República Checa se encuentra Josef Sudek. En Rusia, con presupuestos ligados al constructivismo, se encuentra Aleksandr Ródchenko. En Estados Unidos se encuentran próximos a esta corriente fotógrafos como Paul Strand, Edward Weston, Imogen Cunningham, Ansel Adams y Walker Evans. Este grupo representa una nueva dirección que defiende a la fotografía no manipulada.

## Cine
En 1924 Gustav Hartlaub, director del museo de Manheim, acuñó la denominación "nueva objetividad" (Neue Sachlichkeit) para designar la nueva y vigorosa tendencia del cine alemán, de corte realista, bajo cuya bandera militarían autores de la talla de Georg Wilhelm Pabst. Con Bajo la máscara del placer se abre el capítulo del realismo y de la polémica sobre el cine alemán prenazi.

## Música
La nueva objetividad en música, como en las artes visuales, rechazó el sentimentalismo del romanticismo tardío y la agitación emocional del expresionismo. El compositor Paul Hindemith puede ser considerado tanto un expresionista como un miembro de la nueva objetividad, dependiendo de la composición de que se trate, a lo largo de los años 1920. Su música se remonta típicamente a los modelos barrocos y hace uso de las formas tradicionales y de las estructuras polifónicas estables, junto con la moderna disonancia y los ritmos afectados por el jazz. Ernst Toch y Kurt Weill también compusieron música de la nueva objetividad durante los años veinte.

## Arquitectura

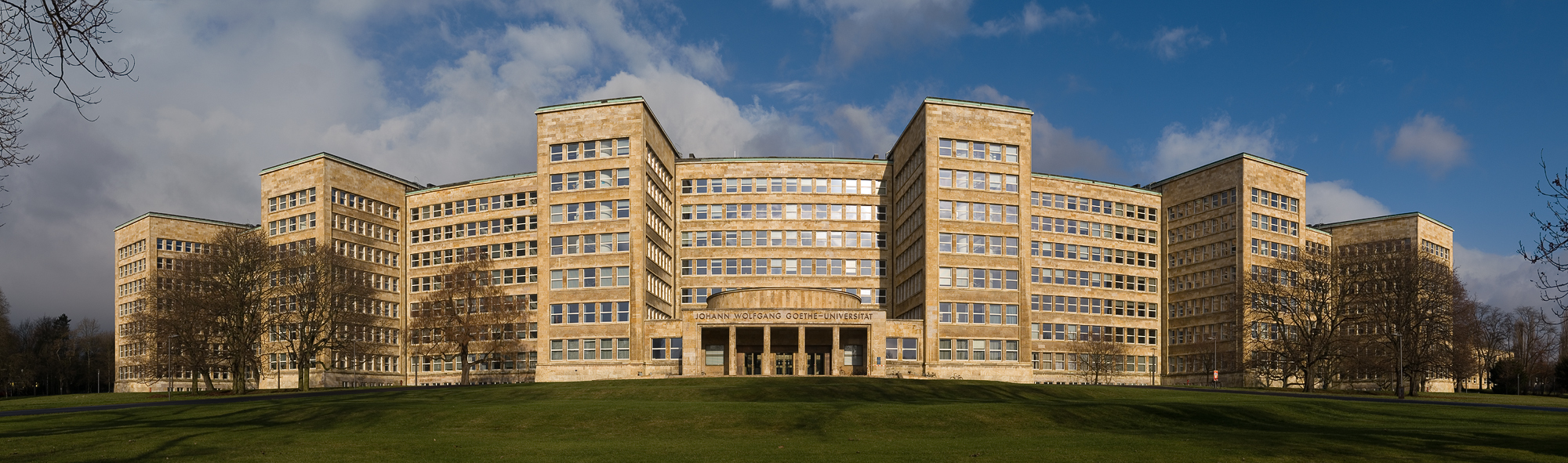
Panorama del Edificio IG Farben desde el sur, demostrando cómo la forma curvada de la fachada del edificio reduce el impacto de su tamaño

La nueva objetividad en arquitectura, como ocurre en la pintura y en la literatura, describe la obra alemana de los años de transición a principios de los años veinte en la cultura de Weimar, como una reacción directa a los excesos estilísticos de la arquitectura expresionista y el cambio en el estado de ánimo nacional. Arquitectos como Bruno Taut, Erich Mendelsohn y Hans Poelzig se volvieron hacia el enfoque sencillo, funcional y práctico de la nueva objetividad; su aplicación a la arquitectura dio como resultado que se conociera en Alemania como Neues Bauen («Nuevo edificio»). El movimiento Neues Bauen, que floreció en el breve periodo entre la adopción del plan Dawes y el auge del nazismo, abarcó exposiciones públicas como el Weissenhof Estate, el amplio planeamiento urbano y proyectos de promociones públicas de Taut y Ernst May, y los influyentes experimentos de la Bauhaus.

## Legado
Se considera normalmente que el movimiento nueva objetividad acabó cuando cayó la República de Weimar cuando los nacionalsocialistas bajo el liderazgo de Adolf Hitler obtuvieron el poder en marzo de 1933. Las autoridades nazis condenaron gran parte de la obra de la nueva objetividad considerándola arte degenerado; se confiscaron y destruyeron muchas obras, y se les prohibió exponer a muchos artistas. A unos pocos, entre ellos Karl Hubbuch, Adolf Uzarski y Otto Nagel, se les prohibió totalmente pintar. Mientras que algunas de las grandes figuras del movimiento se marcharon al exilio, no siguieron pintando en el mismo estilo. George Grosz emigró a Estados Unidos y adoptó un estilo romántico, y la obra de Max Beckmann para cuando abandonó Alemania en 1937 fue, en palabras de Franz Roh, expresionista. 
La influencia de la nueva objetividad fuera de Alemania puede verse en la obra de artistas como Balthus, Salvador Dalí (en obras tempranas como su Retrato de Luis Buñuel de 1924), Auguste Herbin, Maruja Mallo, Cagnaccio di San Pietro, Grant Wood, Adamson-Eric y Juhan Muks.